# Папуга-горобець жовтощокий
Папуга-горобець жовтощокий (Forpus xanthops) — птах родини папугових.

## Зовнішній вигляд
Довжина тіла 14,5 см. Найбільший вид роду. Відрізняється не тільки величиною, але й забарвленням. Груди й черевце у нього жовто-зеленого кольору. Тім'я, чоло й щоки жовті, надхвістя і нижня частина спини темно-сині. Крила зелені із сірим відтінком.

## Розповсюдження
Живуть на північному заході Перу.

## Спосіб життя
Населяють субтропічні й тропічні сухі ліси.

## Утримання
В Європу завозяться дуже рідко, хоча в цей час їх почали успішно розводити.